# سرقة الصخرة
«سرقة الصخرة» هي الحلقة الثانية من الموسم الثالث من المسلسل التلفزيوني الأمريكي للخيال العلمي ريك ومورتي. تم إصداره في 30 يوليو 2017، وهو يتبع الشخصيات الرئيسية ريك سانشيز ومورتي سميث وهم يدخلون عالم ما بعد المروع للعثور على الحجر الكريم باسم Isotope 322، كما جلبت معهم شقيقة مورتي سمر. كتبت الحلقة جين بيكر والمخرج دومينيك بولسينو.

## حبكة
يأخذ ريك حفيده مورتي وسمر إلى نسخة ما بعد نهاية العالم من الأرض، حيث تطاردهم مجموعة من الزبالين، المعروفين باسم مطاردون الموت. لاحظ ريك أن المجموعة تحمل صخرة ثمينة من Isotope 322، لذلك انضم إليهم هو واحفاده على أمل سرقتها. يقع الصيف في حب زعيم مطاردون الموت، بينما يُمنح مورتي قوة ذراع عملاقة تأخذه بحثًا عن قاتل مالكها السابق. يترك ريك ويستبدل الأطفال بأندرويد لخداع بيث. عندما يعود، يساعد ملاحق الموت على استخدام النظير لتزويد حضارة أكثر تقدمًا. لا تحب الصيف كيف يخفف التغيير من مطارد الموت، وتقرر متابعة ريك ومورتي في المنزل. قبل المغادرة، يسرق ريك النظير. تساعد هذه التجربة الأطفال في التغلب على طلاق والديهم. يتصالح الصيف مع جيري، ويدرك مورتي أنه يجب أن يعيش حياته. في مشهد ما بعد الاعتمادات، عندما يتلقى جيري شيك بطالة، يظهر ذئب هدير ويخيفه لتسليمه. يأكل الذئب الشيك ويجدده، مما يزيد من تدمير حياة جيري الجديدة.

## إنتاج
في 12 أغسطس 2015، بعد وقت قصير من العرض الأول للموسم الثاني، تم تجديد العرض للموسم الثالث. تم إصدار الحلقة الأولى من الموسم الثالث لريك ومورتي ، بعنوان «خلاص ريك»، في 1 أبريل 2017،  كجزء من مسابقة ادلت سويم كذبة أبريل السنوية. لم يتم إصدار بقية الحلقات إلا في وقت لاحق من ذلك العام، بدءًا من «سرقة الصخرة» في 30 يوليو، ويتم بثه أسبوعيًا حتى 1 أكتوبر 2017. تم الكشف عن عنوان الحلقة في 13 يوليو 2017. في وقت لاحق من ذلك الشهر، في 20 يوليو، أعلنت جين بيكر على تويتر أنها ستكتب «سرقة الصخرة». الحلقة من إخراج دومينيك بولسينو. الحلقة من بطولة جوستين رويلاند في دور ريك سانشيز ومورتي سميث، وكريس بارنيل في دور جيري سميث، وسبنسر جرامر في دور سمر سميث، وسارة تشالك في دور بيث سميث. يظهر توني هيل وجويل ماكهيل كضيف في الحلقات بصفتهما «القفران» إيلي، أحد الجيران، ونزيف الدم، والذي يشكل الأخير علاقة مع سمر في نهاية المطاف.
الحلقة مبنية بشكل فضفاض على امتياز ماكس المجنون. كما يأتي بعد طلاق بيث وجيري سميث في الحلقة السابقة. وصف نادي اي في رد الفعل الفريد لأفراد الأسرة المختلفين على الطلاق بأنه "نظرة متباينة بشكل مدهش في موقف معقد ومشحون عاطفيًا"، مشيرًا أيضًا إلى أنه على الرغم من أن الحلقة تدور بشكل أساسي حول قصة الصيف، إلا أنها متوازنة بشكل كافٍ بينها وبين شقيقها." يزعم الموقع أيضًا أن "الصيف لديه غضب بيث، ومورتي لديه أخلاق جيري غير الفعالة، لكن كل واحد منهم هو نفسه بشكل واضح بما يكفي ليكون عائلة معقولة. كما هو الحال دائمًا، من المثير للإعجاب مدى نجاح العرض في المزج بين أنواع الأفلام ذات المفهوم العالي والدراما بطريقة لا تصبح أبدًا مفصولة أو منفصلة أو قسرية. "  وقالت صحيفة راد لاندز إن الكتابة في الحلقة كانت "بشكل كبير خارج إيقاعها الطبيعي في هذه الحلقة."

## التقيم
حصل الموسم على نسبة تقيم تبلغ 96٪ على موقع الطماطم الفاسدة بناءً على 10 مراجعات، ومتوسط تقييم 8.95 من 10. تمت الإشادة بفيلم «سرقة الصخرة» بسبب حبكة أحداثه وتوصيفه، بالإضافة إلى حقيقة أنه «لم يكن مجرد تلخيص لجميع نتائج [الحلقة السابقة]». في تاريخ بث الحلقة، شاهدها 2.86 مليون مشاهد أمريكي. على الرغم من انتقاد الحلقة لكلا القصتين في الحلقة (قائلة «هذا ليس فارقًا بسيطًا، هذه مجرد كتابة سيئة»)، استكملت راد لاندإعداد ما بعد نهاية العالم للحلقة وتقنيات الرسوم المتحركة المستخدمة لتصوير هذا المشهد، فضلاً عن كونها ليست عامة. قال موقع المراجعة، «كل شيء له أسلوب خيال علمي فريد من نوعه في الثمانينيات مع مخططات ألوان رائعة ونابضة بالحياة. . . كل شخص قفر لديه تصميم فريد للشخصية، حتى عندما يكون هناك العشرات منهم على الشاشة في الوقت المناسب.» كما انتقدت راد لاند الكتابة في الحلقة.
وصفت بيبيبيلر الحلقة بأنها «مضحكة للغاية وتدل للغاية على الحلقات الشعبية من ماضي العرض»، كما أشادت بقصة الصيف ونمو شخصيتها في الحلقة. قالت المراجعة أيضًا أن الحبكة كانت «تجسد حقًا جزء الطلاق وتجربة شيء جديد يمكن أن يأخذ الامتياز إلى مستوى إيمي التالي لرواية القصص.»  انتقد دن المهوس الانتظار بين المواسم، قائلاً في «سرقة الصخرة» إنه «لم يكن هو القوة التي كان العرض الأول لها، ولكن هذه كانت لا تزال حلقة مضحكة للغاية.» وأشاد الموقع الإعلامي أيضًا بتعقيد الحبكة، قائلاً إنها «sh [ook] -up [the] ديناميكيات الشخصية، بدلاً من مجرد نقلها إلى الخلفية أو حلها بسرعة». لاحظت IGN أن الحلقة «لعبت في الأساس على أنها محاكاة ساخرة لماد ماكس»، قائلة إنها ركزت كثيرًا على محاكاة ساخرة للأعمال الأخرى التي تطور حبكاتها الخاصة، وأنها «لم تشعر أبدًا بأن» سرقة الصخرة «لديها أي شيء ذي بصيرة خاصة لتقوله.»  كما أشادت IndieWire بالصيف في الحلقة قائلة «هذه واحدة من أخف حلقات» ريك ومورتي «منذ فترة. . . كانت هذه فرصة للعرض للاستفادة من واحد من أكبر الأفلام التي تم إنتاجها خلال فترة توقفه بينما يتسلل أيضًا في قصة رمزية غير دقيقة لعائلة تمزقها ببطء.» 

## روابط خارجية
- "ريك يعثر على الحجر " على قاعدة بيانات الافلام على الانترنيت